# Ulu Maras
Ulu Maras is een bestuurslaag in het regentschap Kepulauan Anambas van de provincie Riau-archipel, Indonesië. Ulu Maras telt 638 inwoners (volkstelling 2010).